# Кравченко, Василий Григорьевич
Васи́лий Григо́рьевич Кра́вченко (8 мая 1862 — 20 марта 1945) — советский и украинский диалектолог, этнограф и писатель.

## Биография
Кравченко окончил Феодосийский учительский институт, однако в 1880 году за подозрение в связях с народовольцами лишён права преподавать в школе и отдан в солдаты.
Поступил в Одесское военное училище. Собирал материалы для многотомного «Русского словаря» (готовила Петербургская Академия наук); в 1884 году помогал Михаилу Комарову в составлении русско-украинского словаря (был напечатан во Львове в 1893—1899 годах), записывал былины, легенды, песни, деревенские обычаи, которые в 1895—1901 годах издал в «Этнографических материалах» Борис Гринченко.
В 1892 году после армии осел в Житомире, был одним из учредителей Общества исследователей Волыни — в частности его этнографической секции. Его исследования высоко оценил Алексей Шахматов. В 1913 году возглавил Волынский центральный музей. После начала Первой мировой войны как «неблагонадёжное лицо» выслан в Ковров, Владимирская губерния.
Весной 1917 года Кравченко вернулся в Житомир, фактически был одним из организаторов городского самоуправления. Работал преподавателем Волынского ИНО.
В 1920—1934 годах возглавлял этнографический отдел Волынского музея в Житомире. В 1929 году Кравченко арестовали по «делу СВУ» — за отсутствием улик через несколько месяцев освободили, но пресса начала критиковать исследователя, обвиняя его в буржуазном национализме.
В 1931 году по приглашению Дмитрия Яворницкого переехал в Днепропетровск, работал в музее. Публиковал фольклорно-этнографические материалы в журналах «Киевская старина», «Литературно-научный вестник» и газетах. В 1933 году его уволили, лишили жилья и пенсии.
Василий Кравченко умер 20 марта 1945 года от воспаления лёгких.
- В 2016 году улица Лазо в Бердянске переименована в улицу Василия Кравченко[1].

## Труды
- «Весілля в селі Курозванах (Острозького повіту)»,
- «Народні оповідання і казки»,
- «Народна фантазія»,
- «Звичаї в селі Забрідді та по деяких інших, недалеких від цього села місцевостях Житомирського повіту на Волині».